# 伊勢電気鉄道521形電気機関車
伊勢電気鉄道521形電気機関車(いせでんきてつどう521がたでんききかんしゃ）は伊勢電気鉄道が自社線の貨物列車牽引用として1929年に製造・保有した電気機関車の1形式。
伊勢電気鉄道線が合併により参宮急行電鉄、関西急行鉄道、そして近畿日本鉄道と経営主体がめまぐるしく変遷する中でも一貫して同線に在籍し続けた。

## 概要
1930年4月1日の新松阪延長線の開業に伴う貨物列車運用数の増加に備え、伊勢電気鉄道では既存の511形の増備車として、これと同級の電動機を搭載した37t級本線用電気機関車を購入した。
この機関車は1929年6月28日に設計認可申請がなされ、同年8月13日に認可、同年10月1日に以下の1両の竣工が届け出られた。
521形521
これは、好成績を残していたイギリス製の511形の仕様をおおむね踏襲した設計の全鋼製箱形デッキ付きD形電気機関車であるが、電装品は東洋電機製造、機械装置は日本車輌製造本店が担当し、各部の国産化が図られている。
なお、本形式の代価は42,000円で、1両あたり71,000円であったイギリス製の511形と比較して29,000円安く、約60パーセントの価格となっている。

## 車体
一見、モデルとなった511形と類似の、デッキ付き箱形車体を備える。
しかし、その構造を子細に検討すると511形よりはむしろ、本形式に先立ち同じ日本車輌製造・東洋電機製造のコンビによって製作・納入された豊川鉄道デキ52形デキ52（1926年12月完成。現在の岳南鉄道ED29形ED29 1）や、田口鉄道デキ53形デキ53（1929年4月完成。後の豊橋鉄道デキ450形デキ451）との相似点が多く、特に豊川鉄道デキ52形とはデッキ付きの車体構成や機器レイアウト、それに砂箱の配置などが酷似している。

### 基本構成
本形式の車体形状や外観は、モデルとなった511形と似通った印象を与える。しかし、構造・機構面では511形とは全く異なっており、どちらかといえば国鉄ED14形電気機関車などのゼネラル・エレクトリック(GE)社製電気機関車に近いものとなっている。
特に台枠については、デッキ部を含め一体とした強固な台枠をほぼ全長に渡って構成し、その両端梁に直接自動連結器と緩衝器を実装する、つまり各台車で発生した牽引力が車体経由で連結器に伝達される構造となっている。
また、ブレーキシステムの空気タンクとブレーキシリンダー、それに手ブレーキ装置などを車体床下の台車間に吊り下げ搭載していることは本形式と511形の大きな相違点の一つである。台車と台車の間に中間連結器が存在したために、空気タンクを各台車の両側面に吊り下げざるを得ず、またブレーキシリンダーも各台車の左右側枠中央寄りに1基ずつ合計4基装架とする凝った構成の511形とは異なり、本形式ではブレーキシリンダーは1セットのみ搭載として各台車の基礎ブレーキ装置はリンク機構で連動動作する、この時代の一般的な電車に近い簡素な構成となっている。

### 乗務員室
本形式の車体妻面は乗務員扉が向かって左にオフセットして設置され、妻窓はこの乗務員扉の1枚を別にすると向かって右の機関士席に1枚設けられるのみとなっており、乗務員室内の運転台機器配置を含め、概ね511形のそれを踏襲している。
もっとも、空転時に車輪に撒砂するための砂箱は豊川鉄道デキ52と同様に妻面の中央、乗務員扉と機関士席の妻窓の間に、デッキ上に突き出す形で設置されており、511形とは異なる個性的なデザインとなっている。
また、511形では屋根上に設置されていた前照灯は、後述するように屋根上の両端ぎりぎりの位置にパンタグラフが搭載されていて、屋根上に設置した場合これと干渉することから、妻板と屋根板の接合部で庇状に突き出した屋根板前縁部の直下中央に白熱電球を1灯、筒型灯具に収めて設置している。一方、標識灯は511形と同様にデッキ床板の乗務員扉側に1灯、独立した灯具に収めて取り付けられている。

### 機器室
機器室の構成は第1端運転台機関士席寄りの側面に抵抗器を3段各5基ずつ格納し、通路を挟んで反対側の機関助士席寄り側面に電動カム軸制御器などを搭載し、さらに第2端寄りには通路を挟んで両側に電動発電機や空気圧縮機を搭載する。
このため、車体側面については、両端に高さ720mm、幅650mmの機関士・機関助士席窓がそれぞれ設けられ、その間それぞれ高さが上段540mm、下段660mmで900mm幅の開口部が等間隔に3箇所ずつ、計6カ所設けられる構成となっているが、機器室内の機器配置の関係から車体両側面で異なった窓配置となっている。
まず、抵抗器を設置している側の側面では上段中央は開口せず塞ぎ、第一端寄り機関士席に隣接する上段の1カ所と下段3カ所のL字状に配された合計4カ所が通風用の鎧戸とされ、明かり取り窓は第二端寄りの機関助士席に隣接する上段の1枚のみとされている。
一方、主制御器などを設置している側の側面は下段中央の1カ所が開口せず塞がれ、上段の3カ所はすべて明かり取り窓とされ、下段の前後2カ所が鎧戸とされているため、左右側面が非対称配置となっている。
また、機器室の屋根上には通風器が左右2列各4基ずつ搭載され、その間に明かり取りのついたモニター屋根が載せられているが、このモニター屋根との干渉を避ける関係で2基のパンタグラフの設置位置は車端ぎりぎりに寄せられている。
511形では側面に通風用の鎧戸を一切設けず、屋根上の通風器に各機器の放熱を依存する設計であった。これと比較すると、本形式では通風器の追加設置により機器の放熱に特に注意を払った設計となっていることが見て取れる。

## 主要機器

### 制御器
511形の電装品を製作したイングリッシュ・エレクトリック(EE)社の日本での技術提携先である東洋電機製造で製造された、電動カム軸式制御器を搭載する。ただし、同時期の同社製電車用制御器で一般的な自動加速制御方式ではなく、主幹制御器（マスターコントローラー：マスコン）のノッチ刻みと制御段数が1:1で対応する非自動加速制御方式となっている。
この制御器はマスコンの指令に従ってパイロットモーターによってカム軸を回転させ、軸に取り付けられたカムの回転角によって主回路切り替えスイッチのON・OFFを制御するが、そのための制御電源は東洋電機製造TDK-306-2A電動発電機により給電される。

### 主電動機
東洋電機製造TDK-522-A直流直巻整流子電動機を各台車に2基ずつ、吊り掛け式で装架する。歯数比は19:69=3.63である。
なお、このTDK-522-A電動機は豊川鉄道デキ52や田口鉄道デキ53にも採用されていた機種である。

### 台車
板台枠に重ね板ばねによる軸ばねを組み合わせた軸距2,200mm、動輪径965mmの2軸ボギー台車を2基備える。このため軸配置はB-Bとなる。
その設計は軸距こそ異なるものの、各軸の枕ばね吊りの内、内寄りのものを心皿直下に支点を置いた釣り合い梁で連結して軌道への追従性を高めるなど、同時期に日本車輌製造本店が製作した田口鉄道デキ53形が装着する台車とほぼ同一の設計となっている。511形のノース・ブリティッシュ・ロコモティブ社製台車は釣り合い梁のない単純な軸ばね台車であり、ここでも軌道追従性を重視するアメリカ流の機関車設計の影響が色濃く現れていることになる。

### ブレーキ
ブレーキ弁としては日本エヤーブレーキ製のNo.14ELを搭載する。
このNo.14ELはウェスティングハウス・エア・ブレーキ社(WABCO)が開発し、第二次世界大戦前の日本で電気機関車用として広く使用された、自車用直通ブレーキ（単弁）と客貨車用自動空気ブレーキ（自弁）より構成される完成度の高いブレーキ弁で、511形でもWABCO純正品が搭載されていた。また、ブレーキへ動力源となる空気圧を供給する空気圧縮機も日本エヤーブレーキ製で、日本の直流1,500V電化私鉄では長らく事実上の標準機種の一つであったD-3-Fを搭載する。
なお、このNo.14ELによる空気ブレーキ以外に、日本車輌製造の設計による手ブレーキ装置も併せて搭載している。
各台車の基礎ブレーキ装置は前後2つの車輪の両側からブレーキシューを締めつける両抱き式である。この装置は511形設計認可申請の際に同形式を片押し式ブレーキ装備のままで特認する条件として、今後の増備車での両抱き式ブレーキの採用が義務づけられたことにより採用されたものである。

### 集電装置
集電装置として東洋電機製造TDK-C-2B菱枠パンタグラフを2基搭載する。
これは電車用として第二次世界大戦前の日本の私鉄各社において大量採用されたTDK-C形パンタグラフの派生機種の1つで、伊勢電気鉄道では同時期に製作された電車にも同系機種が採用されている。

## 運用
本形式は竣工後、511形などと共に長く伊勢電気鉄道線→近鉄名古屋線の主力機として使用された。
当初2基搭載されていたパンタグラフは1基で十分とされ、竣工後の早い時期に津寄りの1基が撤去された。さらに、1931年12月11日申請、1932年1月6日認可で歯数比を17:71=4.17に変更し、511形並の31.7km/hに定格速度を引き落として牽引力を増大させる改造工事が実施されている（511形は、高定格回転数の主電動機を搭載するものの高歯数比設定で定格速度を32km/hとしていた）。
1941年3月15日の関西急行鉄道成立の際には、統合される他社の在籍車との形式・番号の競合を防ぐため、本形式は以下の通り改番された。
521形521 → デ21形デ21
以後も引き続き狭軌（1,067mm）の名古屋線系統で運用が続いたが、伊勢湾台風後の1959年に名古屋線の標準軌間（1,435mm）への改軌が実施された際、改軌後の名古屋線で工事列車牽引用などに使用するため本形式は改軌対象となり、1960年4月に台車拡幅工事を行い、名古屋線所属となった。これに対し511形（関西急行鉄道発足後デ11形となっていた）は養老線所属となり、引き続き1,067mm軌間のまま使用された。
以後、1969年4月にATS機器の搭載を、1974年1月に列車無線装置の追加を行い、同じく改軌工事対象となったデ31形デ32と共に名古屋線の工事列車牽引や養老線車両の塩浜工場での定期検査時の牽引用などに使用されたが、養老線車両の回送用牽引車が電動貨車で自車に狭軌用台車を積載可能なモト90形モト94・モト96と交代となり、不要となった両車は1983年に除籍となった。この際、経年の新しいデ32は塩浜工場の構内入換車として残置されたが、本形式はそのまま解体処分となった。そのため、本形式は現存しない。

## 同系車
上述の通り、本形式と同一メーカーの手によって近い時期に製作された豊川鉄道デキ52形および田口鉄道デキ53形は、本形式と同型の主電動機を搭載しているだけでなく、デッキや発電ブレーキ機能の有無、それに機器レイアウトや台枠構造など、それぞれの間で要求仕様の相違に起因する若干の差異はあるものの、その設計手法に顕著な共通性が見られる。
特に、田口鉄道デキ53形はその図面番号もデキ53が384 N 7020、本形式が384 N 7030と10番違いとなっており、台車設計が軸距以外ほぼ同一であること、さらにデキ53の完成時期と本形式の設計認可申請時期が前後していることから、同一設計チームによって続けて設計されたことが見て取れる。
また、製造時期がこれらに約2年先行する豊川鉄道デキ52も、自重が本形式より8t重く台枠がそれに見合った強固なものとなり、さらに台車構造、特に釣り合い梁のレイアウトに若干の相違があるものの、車体や機器の基本レイアウトは本形式との共通点が多い。
なお、本形式の類型車としては、同じく日本車輌製造本店（車体）+東洋電機製造（電装品）による小田原急行鉄道201形（後の小田急電鉄デキ1030形）が挙げられることがある。これは車体こそ本形式をはじめとする前述の3形式と同様の作風を示すものの、主電動機は1ランク上のTDK-564Aを搭載し、それらの主電動機の冷却ダクトを台車から車体に導き、台車自体も板台枠ながら釣り合い梁を備えない軸ばね台車となっているなど、機器や構造の面で異なる部分が多い。

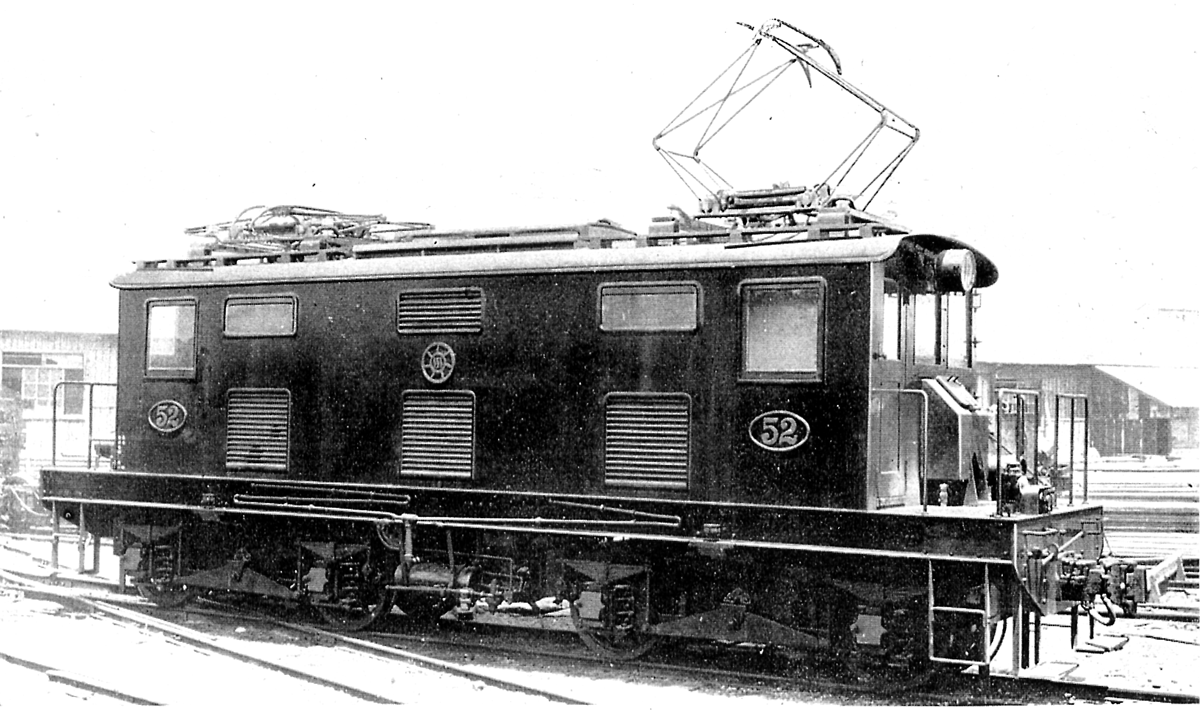
豊川鉄道デキ52形デキ52 本形式に2年先行する45t級の同系機。車体の機器レイアウトが本形式とほぼ同一である。
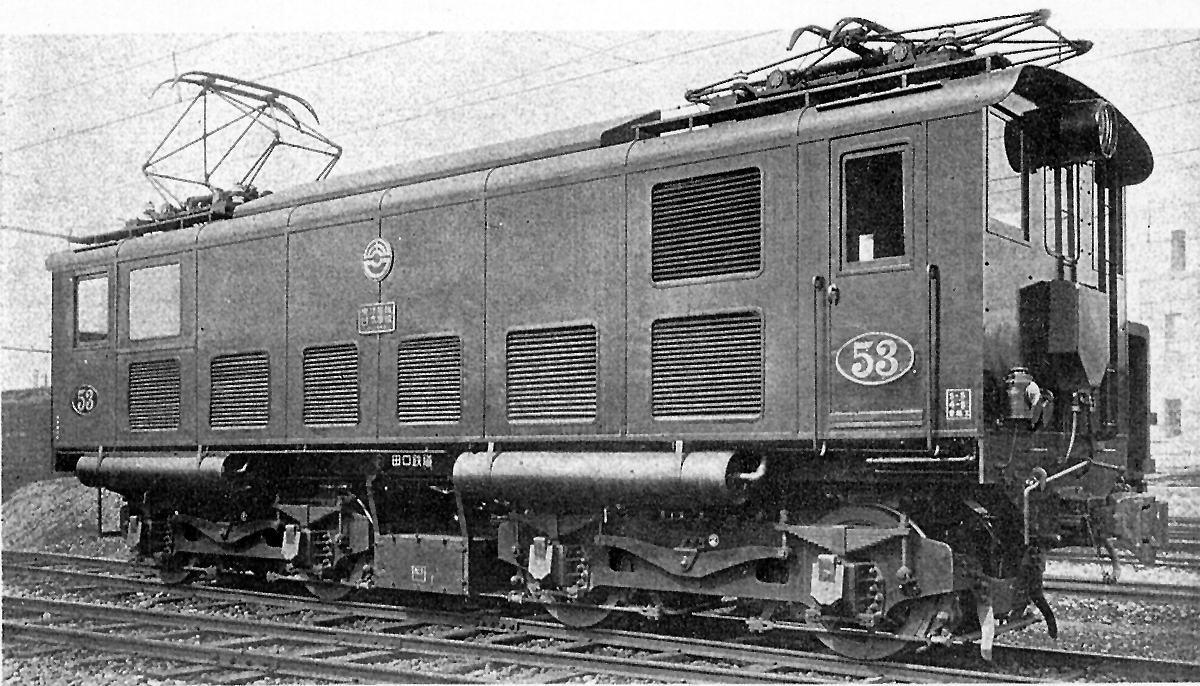
田口鉄道デキ53形デキ53 本形式の直前に製作された40t級の兄弟機。台車が本形式と共通設計である。
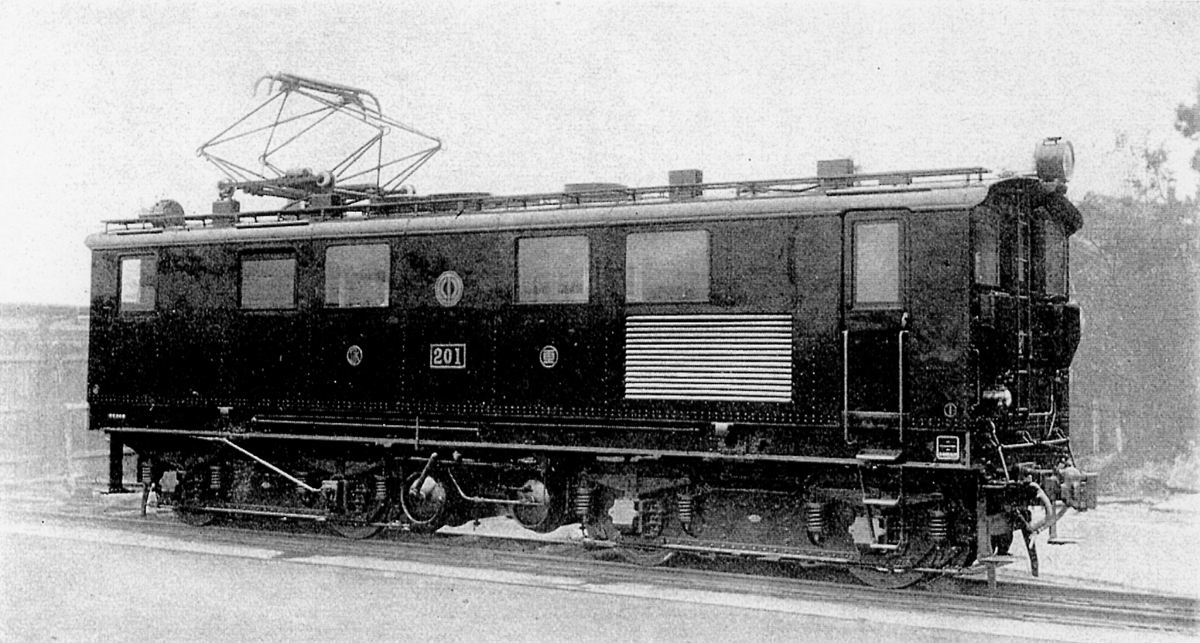
小田原急行鉄道201形201 本形式の翌年に製作された50t機。釣り合い梁のない板台枠台車を備える。